# Neuf Neuf
『Neuf Neuf』（ヌフヌフ）は、中山美穂の22枚目のスタジオ・アルバム。2019年12月4日にキングレコードより発売された（KICS-3873／93873）。

## 解説
- 前作「manifesto」より実に20年振りのオリジナルアルバム。
- プロデューサーに高田漣を起用。
- 「neuf」とはフランス語で「新しい」を意味する。
- 新曲の他に「ただ泣きたくなるの」「You're My Only Shinin' Star」「「C」」「色・ホワイトブレンド」の4曲がセルフカバーで収録。
- 初回限定盤は撮り下ろしの卓上カレンダーを封入した絵本作家の荒井良二によるイラスト三方背ボックス仕様。封入ジャケットも通常盤とは異なる。
- 発売時には主要CDショップ、ECサイト等で異なるカットを模したクリアファイルなどの特典が付いた。
- 2020年2月22日、文化放送の年度下半期特番枠『文化放送サタデープレミアム』（18:00 - 18:57）にて、本作発売を記念した企画「中山美穂 "Neuf Neuf"ラジオ〜中山美穂35年の軌跡〜」が放送された。出演は中山と吉田照美[1]。

## 収録曲

### CD
| 全編曲: 高田漣。 |                                 |                      |            |       |
| #                | タイトル                        | 作詞                 | 作曲       | 時間  |
| 1.               | 「時計草」                      | 中山美穂             | 高田漣     | 4:44  |
| 2.               | 「ただ泣きたくなるの」          | 国分友里恵・中山美穂 | 岩本正樹   | 4:51  |
| 3.               | 「君のこと」                    | 柴田隆浩・渡邉美佳   | 柴田隆浩   | 4:29  |
| 4.               | 「カーテンコール」              | 高田漣               | 高田漣     | 4:19  |
| 5.               | 「You're My Only Shinin' Star」 | 角松敏生             | 角松敏生   | 6:05  |
| 6.               | 「「C」」                       | 松本隆               | 筒美京平   | 5:22  |
| 7.               | 「色・ホワイトブレンド」        | 竹内まりや           | 竹内まりや | 4:32  |
| 8.               | 「Neuf」(インスト)              | -                    | 中山美穂   | 0:54  |
| 合計時間:        | 合計時間:                       | 合計時間:            | 合計時間:  | 35:19 |

### 曲解説
1. 時計草
2. ただ泣きたくなるの
  - 28枚目のシングルをセルフカバー。
3. 君のこと
  - 「All Time Best」にも収録。
4. カーテンコール
5. You're My Only Shinin' Star
  - 12枚目のシングルをセルフカバー。
6. 「C」
  - デビューシングルをセルフカバー。
7. 色・ホワイトブレンド
  - 4枚目のシングルをセルフカバー。
8. Neuf
  - 本人作曲によるインスト。